# Allegro non troppo (pel·lícula)
Allegro non troppo és una pel·lícula d'animació italiana de 1976 dirigida per Bruno Bozzetto. La pel·lícula està obertament inspirada en el clàssic Fantasia (1940) de l'estudi d'animació Disney i està composta per sis peces de música clàssica animades, inclosos dos segments que deriven directament de l'obra estatunidenca. Les peces clàssiques animades a tot color es desenvolupen entre la còmedia i la tragèdia.
La pel·lícula es va estrenar en dues versions. La primera inclou seqüències d'acció en viu entre les peces clàssiques; la segona versió de la pel·lícula les omet, substituint-les per lletres animades de plastilina que explosen el títol de la següent peça musical.
Tot i que Allegro non troppo parodia la seva font, The Walt Disney Company ha expressat crítiques positives envers el film. El veterà animador de Disney Ward Kimball va recomanar el fragment Bolero al seu alumnat d'animació i el Walt Disney Family Museum va fer una exposició sobre Bruno Bozzetto, inclosa aquesta pel·lícula.

## Argument

### Seccions d'acció real
En un teatre buit, un presentador pompós presenta un espectacle insòlit: mentre un director té una sèrie de peces interpretades per una improbable orquestra improvisada, formada per dames grans amb vestits de la Belle Époque trets d'un hospici, un dibuixant encadenat durant anys crea la versió animada  de la música en temps real. La relació entre l'animador i el director d'orquestra s'anirà deteriorant progressivament a mida que avança el llargmetratge, perquè el segon troba les creacions de l'altre massa tristes i deprimentes, tant és així que el presentador i el director d'orquestra se les empesquen per animar el dibuixant.
Mentrestant el teatre es va omplint de personatges estrambòtics com ara un goril·la després de la representació del Bolero de Ravel, o la serp de l'animació de L'ocell de foc d'Stravinski. Mentre el director s'enduu el pitjor del goril·la i les dames de l'orquestra fugen de la serp, el dibuixant es transforma a si mateix i a la dona de la neteja en personatges animats; esdevindran el Príncep Encantador i la Blancaneu, i fugiran del teatre. El presentador, abandonat, es veu obligat a trobar un final adequat a la pel·lícula.

### Els episodis animats
- Prélude à l'après-midi d'un faune (preludi a la migdiada d'un faune) de Claude Debussy: En un món idíl·lic ple de detalls i al·lusions sexuals, un vell faune busca companyia femenina però per més que intenta millorar el seu aspecte és rebutjat per les joves nimfes i es veu obligat a romandre sol sense saber que els turons pels quals camina són en realitat els pits d'una dona.
- Dansa eslava Op 46 nº7 d'Antonin Dvořák: En una comunitat primitiva, un home decideix abandonar la cova per construir-se una barraca. Tothom decideix imitar-lo, així que es construeix una casa moderna i la gent segueix el seu model. Per alliberar-se de la incòmoda companyia, havent comprovat que els altres continuen imitant el seu comportament fins i tot quan fa gestos estranys, comença a marxar a ritme militar seguit per tota la resta de persones. Finalment l'home es llença des d'un penya-segat aferrat-se a una branca convençut que els altres el seguiran i cauran al buit. Quan aconsegueix pujar es troba que tothom li dona l'esquena.

- Boléro de Maurice Ravel: A partir del líquid d'una Coca-Cola abandonada per una nau espacial comença l'evolució de la vida, partint d'una sopa primordial, passant per criatures de les més diverses formes entre elles un mico que s'aprofita d'altres criatures, fins a arribar a l'home, que domina tots els altres sense ser cap altre cosa que un simi.
- Valse triste de Jean Sibelius: Un gat es passeja per una casa en ruïnes, pensant amb nostalgia en un passat que ja no existeix. Els seus records (escenes de la vida familiar dins les parets de la casa gran) semblen cobrar vida i esdevenir realitat, encenent les seves esperances, però cada vegada en pocs instants desapareixen, fent que el pobre animal torni a caure en una desolació devastada. En realitat, fins i tot el gat no és més que un record del passat, destinat a desaparèixer un moment abans que la casa sigui finalment enderrocada.
- Concert en Do Major RV 559 d'Antonio Vivaldi: El tranquil pícnic d'una abella metòdica és pertorbat per una parella d'amants que han escollit aquell prat per fer l'amor. Primer es veu obligada a moure's a causa de l'ombra creada pels seus cossos, després es veu aclaparada pels dos que roden per l'herba, però es venja picant l'home.
- L'ocell de foc d'Ígor Stravinski (concretament Khorovod de les princeses i Dansa infernal de tots els subjectes de Kasxei): Tal com explica el Gènesi, Déu crea Adam i Eva i la serp els ofereix el fruit del coneixement però, inesperadament, tots dos el rebutgen. Aleshores, la serp es menja la fruita i es veu submergida en un món infernal, a mercè dels dimonis, que l'exposen als pitjors aspectes de la societat contemporània. Finalment, tornant a l'Edèn amb Adam i Eva, s'allibera de tots els elements de la civilització moderna i s'arrossega.
- A la seqüència de l'epíleg el presentador demana al monstre Franceschini que recuperi un final de la pel·lícula d'un magatzem del soterrani. El monstre rebutja rebutja diversos d'aquests, però n'aprova encantat un que representa una sèrie d'accidents que es s'edevenen cada vegada en major intensitat amb un assortiment musical format per la Dansa Hongaresa no. 5 de Johannes Brahms, la Toccata i fuga en re Menor de Johann Sebastian Bach, la Dansa Eslava nº7 de Dvořák i la Rapsòdia Hongaresa nº2 de Franz Listz. Aquesta composició acaba amb l'explosió del planeta Terra en una guerra nuclear. L'acció torna al presentador i el director discutint el seu proper projecte. Aquest final resulta ser una de les opcions que està valorant en Franceschini. Quan acaba, la serp de L'ocell de foc d'Stravinski mossega aquest personatge al nas i les paraules HAPPY END (final feliç) cauen sobre ells.[5]

Tots els enregistraments utilitzats a la pel·lícula van ser cortesia de Deutsche Grammophon.

## Producció
La idea de la pel·lícula va néixer d'una escolta casual del Bolero de Ravel, que va donar a Bozzetto la imatge d'un creixement continu i descontrolat. Bozzetto ha volgut donar una resposta amb una mentalitat, una sensibilitat i un gust diferents a l'il·lustre precedent constituït per Fantasia. Aquesta pel·lícula pretenia ser una superació irònica de l'anterior, més grandiloqüent i diferent a partir del continguts sobre ecologia, consumisme, sexualitat, política...

### Episodis animats
Els episodis animats són estilísticament molt diferents. La realització d'aquest llarmetratge va implicar molts dibuixants importants de l'època, que van poder treure profit del seu estil personal amb total llibertat. Va ser una operació única i irrepetible. La major part del treball d'animació va ser realitzat per l'estudi RDA70, en particular per Walter Cavazzuti i Giovanni Ferrari. El mateix Bozzetto va animar l'episodi de la Dansa eslava núm. 7 de Dvořák, el més senzill de la pel·lícula.

## Distribució
La pel·lícula no va trobar distribució a Itàlia durant tres anys. Quan la va presentar a la Cineriz, a Bozzetto li van dir que la pel·lícula era preciosa, però no tenia públic al qual anava dirigida. Sí que es va estrenar als Estats Units el 27 d'octubre de 1976 i també a França, Suècia i el Regne Unit. Només després de cinc mesos de projeccions, un productor italià que l'havia vist es va mostrar entusiasmat i disposat a distribuir-la a la seva terra natal, on es va estrenar el 22 de desembre de 1977.

## Càsting[10]
- Presentador, Maurizio Micheli.
- Dibuixant, Maurizio Nichetti.
- Director d'orquestra, Néstor Garay.
- Dona de la neteja, Mauria Luisa Giovannini.
- Goril·la, Osvaldo Salvi.